# استخراج المورى
استخراج المُوَرَّى أو تحليل التَّوْرِيَة (بالإنجليزية: Steganalysis)‏ هو دراسة كشف الرسائل المخفية باستخدام التَّوْرِيَة؛ وهذا مشابه لاستخراج المُعَمَّى المطبق على التعمية.

## نظرة عامة
الهدف من استخراج المورى هو تحديد الحزم المشبوهة، وتحديد ما إذا كانت تحتوي على حِمْلٍ صافٍ مُرَمّز فيها أم لا، واستعادة ذلك الحِمْل إن أمكن.
على عكس استخراج المعمى، حيث تحتوي البيانات المُعْتَرَضَة على رسالة (على الرغم من أن هذه الرسالة معماة)، يبدأ استخراج المورى عمومًا بكومة من ملفات البيانات المشبوهة، ولكن القليل من المعلومات حول أي من الملفات، إن وجدت، يحتوي على حملٍ صافٍ. عادةً ما يكون مُستخرِج المورى بمثابة خبير إحصائي قضائي، ويجب أن يبدأ بتخفيض هذه المجموعة من ملفات البيانات (والتي غالبًا ما تكون كبيرة جدًا؛ وفي كثير من الحالات، قد تكون المجموعة الكاملة من الملفات الموجودة على الحاسوب) إلى المجموعة الفرعية التي من المرجح أن تُغَيَّر.

## للاستزادة
- Geetha, S; Siva S.Sivatha Sindhu (Oct 2009). "Blind image steganalysis based on content independent statistical measures maximizing the specificity and sensitivity of the system". Computers and Security. Elsevier, Science Direct (بالإنجليزية). 28 (7): 683–697. DOI:10.1016/j.cose.2009.03.006.
- Geetha, S; Dr. N. Kamaraj (Jul 2010). "Evolving decision tree rule based system for audio stego anomalies detection based on Hausdorff distance statistics". Information Sciences. Elsevier, Science Direct (بالإنجليزية). 180 (13): 2540–2559. DOI:10.1016/j.ins.2010.02.024.